# Космическое поселение

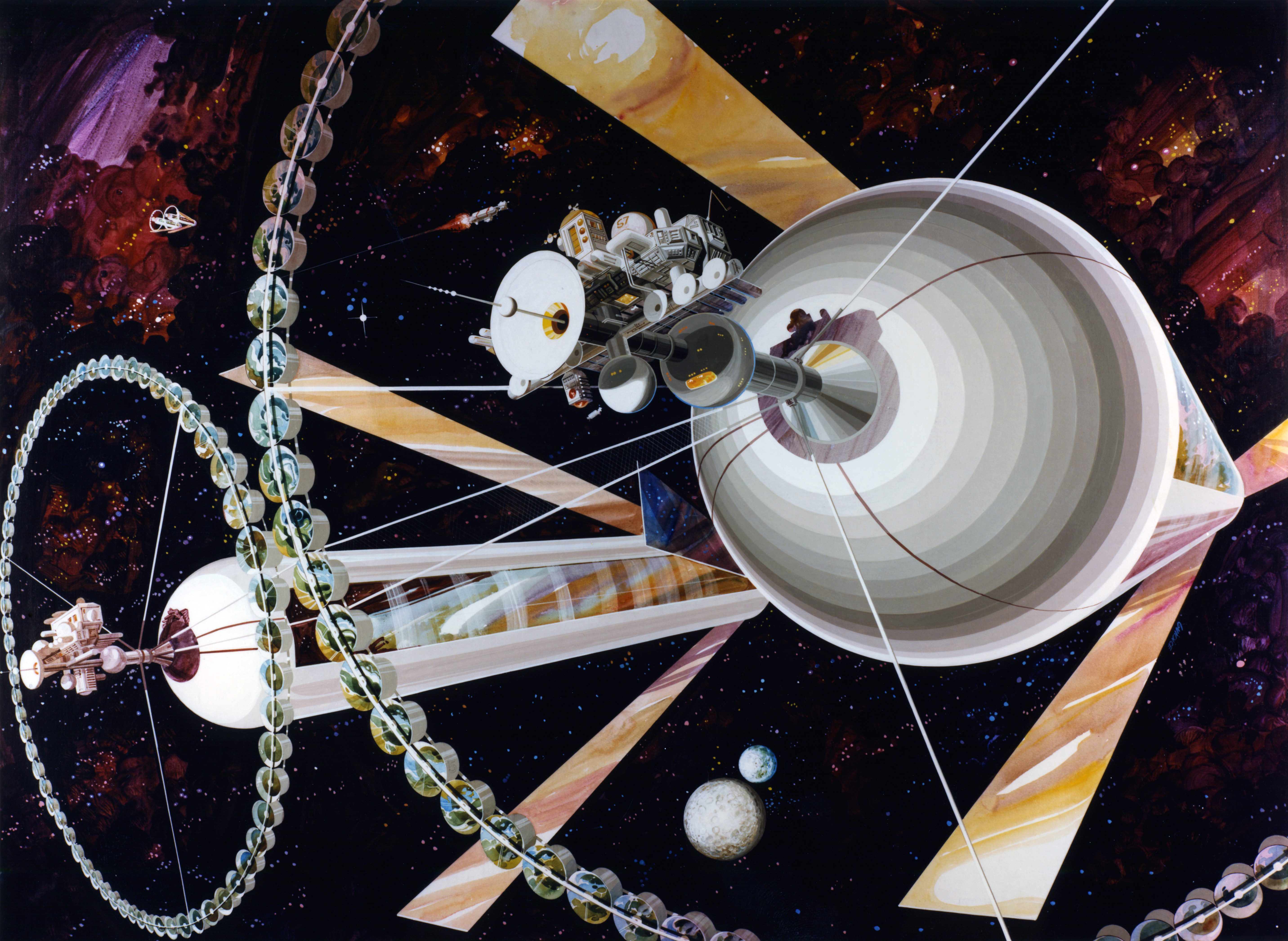
Пара цилиндров О'Нила

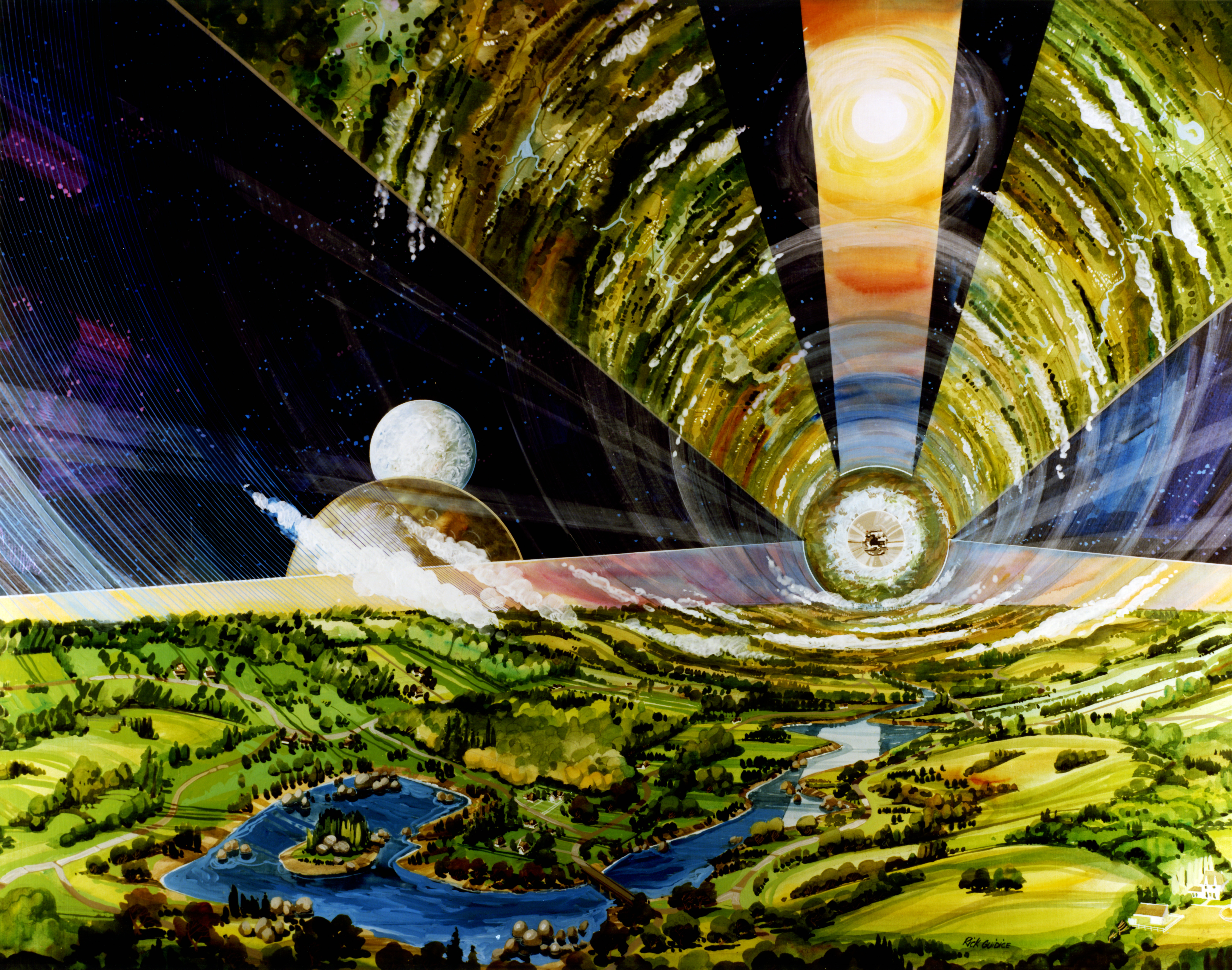
Внутренний вид цилиндра О'Нила, показывающий попеременные полосы земли и окон

Космическое поселение — космическая станция, предназначенная для постоянного проживания, а не в качестве простого полуста́нка или другого подобного объекта. Ни одного космического поселения до сих пор не построено, однако существует большое количество проектов разной степени реалистичности, разработанных инженерами и писателями-фантастами. Естественно, что они должны выполнять различные функции и, соответственно, иметь разные виды и размеры.

## Проблемы
При создании космического поселения необходимо решить ряд задач, направленных на обеспечение нормальной жизнедеятельности людей, в числе которых:
- привлечение источников покрытия начальных капитальных затрат;
- создание внутренних систем жизнеобеспечения;
- создание искусственной силы тяжести;
- обеспечение теплоснабжения;
- защита от враждебных внешних условий:
  - воздействия радиации;
  - падения инородных объектов;
- транспортировка и маневрирование;
  - орбитальная поддержка станции;
- мобильность самой станции.

### Рекомендуемая литература
- Глава 10. Марсианская база. Планетное оборудование // Пилотируемая экспедиция на Марс / Под ред. А. С. Коротеева. — М.: Российская академия космонавтики им. К. Э. Циолковского, 2006. — С. 216—234. — 320 с. — 1000 экз. — ISBN 5-9900783-1-5.